# Zala (Angola)
Zala je město a obec v angolské provincii Bengo.